# Sparta Białystok
Sparta Białystok – nieistniejący, wielosekcyjny klub sportowy z siedzibą w Białymstoku, założony w latach 40. XX-wieku.

Przez większość lat swojego istnienia klub występował pod nazwą Ogniwo, w roku 1955 w czasie odwilży politycznej, większość klubów zmieniała swoje nazwy, co także uczyniło Ogniwo zmieniając nazwę na Zrzeszenie Sportowe Sparta. Wówczas wyodrębniono sekcję piłki nożnej, która nosiła nazwę Victoria, pomimo innej nazwy Victoria dalej należała do zrzeszenia Sparty.
Sekcje klubu:

Największą sekcją w klubie była lekka atletyka, klub otrzymał od władz miejskich stadion w Zwierzyńcu, w 1952r. halę sportową przy ul.Jurowieckiej 21.
- lekka atletyka (Ogniwo>Sparta)
- piłka nożna (Ogniwo>Victoria)
- tenis ziemny (Ogniwo>Sparta)
- Tenis stołowy (Ogniwo>Victoria)
- szermierka (Ogniwo>Sparta)
- siatkówka (Ogniwo>Sparta)
- szachy (Ogniwo>Sparta)

Chronologia nazw klubu

- 1947-1955 - Ogniwo
- 1955-1956 - Sparta (inne sekcje), Victoria (piłka nożna)

Fuzja z Jagiellonią

Dnia 26 stycznia 1957 roku nastąpiło połączenie dwóch klubów, Jagiellonii i Sparty Białystok, w wyniku czego powstał klub o nazwie Jagiellonia. Sparta (wcześniej Ogniwo) wniosła silną sekcję lekkoatletyczną, szermierczą oraz obiekty sportowe, stadion w Zwierzyńcu oraz halę przy ul.Jurowieckiej 21. W ten sposób Jagiellonia po raz drugi w historii stała się gospodarzem stadionu Zwierzynieckiego.

## Sezony (piłka nożna)
| Poziomy rozgrywkowe | Poziomy rozgrywkowe | Poziomy rozgrywkowe | Poziomy rozgrywkowe | Poziomy rozgrywkowe | Poziomy rozgrywkowe | Rozgrywki Ligowe | Rozgrywki Ligowe          | Rozgrywki Ligowe | Rozgrywki Ligowe | Rozgrywki Ligowe | Rozgrywki Ligowe    | Rozgrywki Ligowe |
| I                   | II                  | III                 | IV                  | V                   | VI                  | Sezon            | Liga                      | Poz.             | Pkt.             | Bramki           | Uwagi               | Nazwa            |
| ------------------- | ------------------- | ------------------- | ------------------- | ------------------- | ------------------- | ---------------- | ------------------------- | ---------------- | ---------------- | ---------------- | ------------------- | ---------------- |
| MP                  | MO                  |                     |                     |                     |                     | 1946             |                           |                  |                  |                  |                     |                  |
| MP                  | A                   | B                   | C                   |                     |                     | 1947             |                           |                  |                  |                  |                     |                  |
| 1                   | A                   | B                   | C                   |                     |                     | 1948             | Klasa C                   | b.d.             | b.d.             | b.d.             | awans               | Ogniwo           |
| 1                   | 2                   | A                   | B                   | C                   |                     | 1949             | Klasa B                   | b.d.             | b.d.             | b.d.             |                     | Ogniwo           |
| 1                   | 2                   | A                   | B                   | C                   |                     | 1949/50          | Klasa B (gr.I)            | 1                | 15               | 34-18            | awans               | Ogniwo           |
| 1                   | 2                   | KW                  | KP                  |                     |                     | 1951             | Klasa Wojewódzka (gr.I)   | 3                | b.d.             | b.d.             |                     | Ogniwo           |
| 1                   | 2                   | 1KW                 | 2KW                 |                     |                     | 1952             | 1 Klasa Wojewódzka (gr.I) | 5                | b.d.             | b.d.             |                     | Ogniwo           |
| 1                   | 2                   | 3                   | A                   | B                   | C                   | 1953             | Klasa A                   | 6                | 9                | 30-48            |                     | Ogniwo           |
| 1                   | 2                   | 3                   | A                   | B                   | C                   | 1954             | Klasa A                   | 6                | 10               | 21-36            |                     | Ogniwo           |
| 1                   | 2                   | 3                   | A                   | B                   | C                   | 1955             | Klasa A                   | 7                | 18               | 38-53            |                     | Victoria         |
| 1                   | 2                   | 3                   | A                   | B                   | C                   | 1956             | Klasa A                   | 12               | 11               | 26-38            | spadek              | Victoria         |
| 1                   | 2                   | 3                   | A                   | B                   | C                   | 1957             | Klasa B                   |                  |                  |                  | Fuzja z Jagiellonią | Jagiellonia      |